# بومة عمانية
الخبل العُماني أو البومة العُمانية او بومة بتلر (الاسم العلمي: Strix butleri) هي بومة توجد في أراضي الشُجيرات والمناطق الصخرية في عمان وإيران والإمارات العربية المتحدة. أُكتشفت حديثًا في سنة 2013.
بعد إكتشاف الخبل العُماني أُعيد تصنيف البومة المُشابهة لها من بومة هيوم (الاسم العلمي: Strix butleri) إلى البومة الصحراوية (الخبل العربي) (الاسم العلمي: Strix hadorami).

## الاكتشاف
في ليلة 23-24 مارس 2013 قام فريق من علماء الطيور يتألف من المصور أرنود فان دين بيرج، وتقني الصوت ماغنوس روب بتسجيل الأصوات في جبال الحجر، واكتشفوا أن هناك صوتا غريبا وجديدا.
حسب البروفيسور إيان نيوتن خبير طيور في مركز علم البيئة والأرض البريطاني، فإن الأدلة تثبت وجود نوع جديد من البوم في عُمان، وكما يبدو فإن البومة من نفس عائلة بومة بتلر والتي تقطن قي بريطانيا وأوروبا.

## الموطن
لوحظ انها تعيش في المنحدرات الصخرية المرتفعة 